# 熊本市立城東小学校
熊本市立城東小学校（くまもとしりつ じょうとうしょうがっこう）は、熊本県熊本市中央区千葉城町にある公立小学校。小学校に隣接して熊本市立藤園中学校、熊本市立あおば特別支援学校が設置されている。

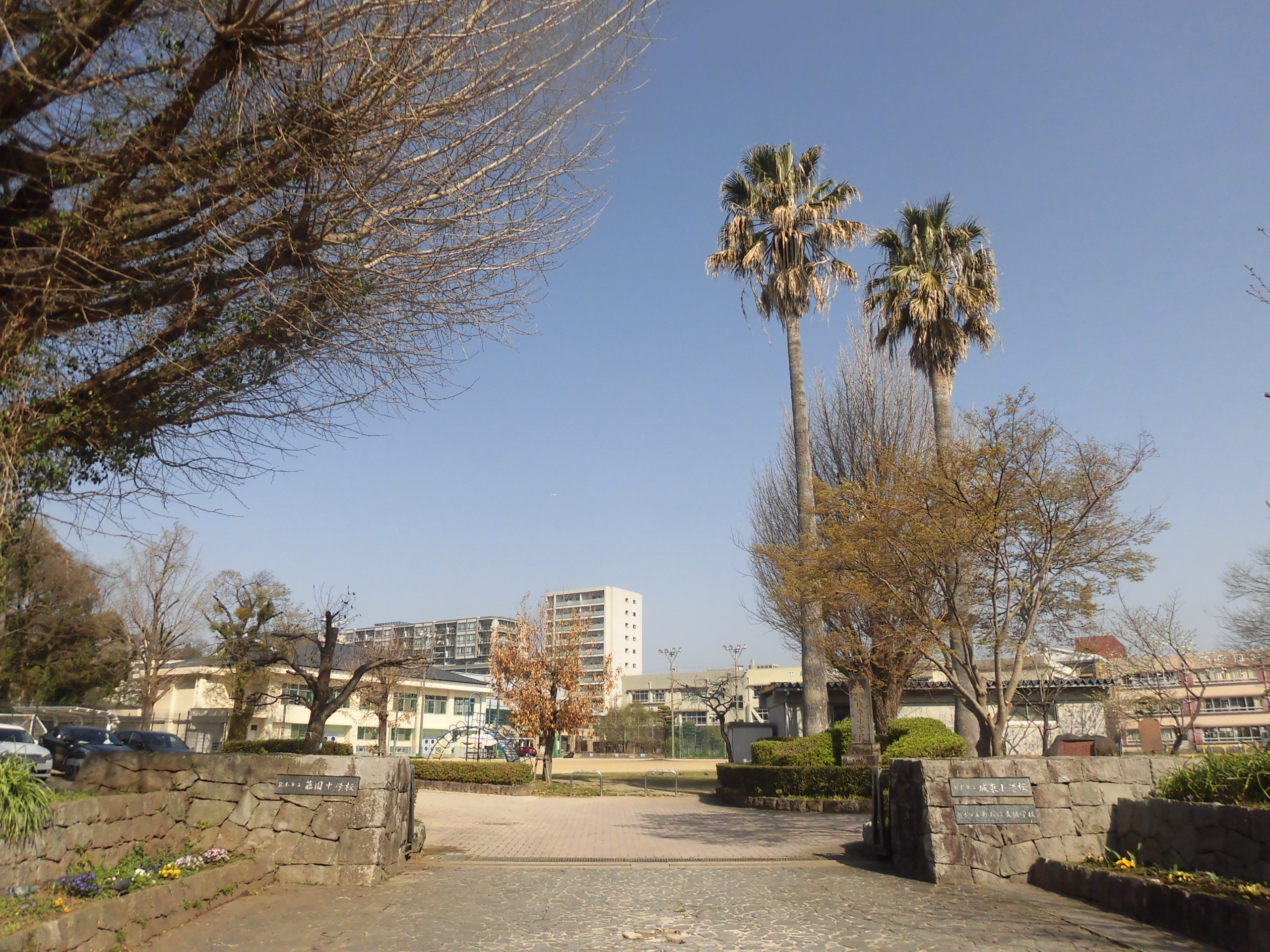
校門

## 年表
- 1878年（明治11年）11月 - 熊本市手取本町に手取尋常小学校開校。
- 1908年（明治41年）4月 - 熊本市山崎町に山崎尋常小学校開校。
- 1930年（昭和5年）3月 - 手取・山崎両尋常小学校が合併して、城東尋常高等小学校となる。
- 1931年（昭和6年）8月 - 手取本町2番地（元市立高等女学校跡）へ移転。
- 1934年（昭和9年）9月 - 校訓（誠心）制定。
- 1935年（昭和10年）10月 - 校歌制定。
- 1941年（昭和16年）4月 - 国民学校令により、熊本市立城東国民学校と改称。
- 1947年（昭和22年）4月 - 学制改革（新学制）により、熊本城東小学校と改称。
- 1948年（昭和23年）7月 - 父母と教師の会発足。
- 1953年（昭和28年）6月26日 - 熊本市大水害により、校地・校舎が大損害を受ける。
- 1955年（昭和30年）2月 - 内坪井町123番地（熊本師範学校女子部附属小学校跡）の現在地へ移転。
- 1958年（昭和33年）12月5日 - 放火によって、本館など1185坪を全焼。
- 1960年（昭和35年）1月 - 鉄筋3階の本館（4517㎡）竣工。落成式挙行。
- 1962年（昭和37年）8月 - 熊本師範学校女子部附属小学校用プールを改修したプール完成。
- 1965年（昭和40年）4月 - 校訓（まごころをつくす）制定。
- 1979年（昭和54年）11月 - 手取・山崎・城東小学校創立百周年記念式典挙行。
- 1981年（昭和56年）3月 - 体育館落成式挙行。
- 1988年（昭和63年）2月 - 校旗一式を新調する。
- 1989年（平成元年）8月 - 管理棟冷房機取り付け。
- 1990年（平成2年）11月 - 北側校舎内部改修工事完了（教室・廊下・トイレ他）。
- 1991年（平成3年）12月 - 南側校舎内部改修工事（音楽室、図書室・保健室・トイレ1～3階）。
- 1992年（平成4年）4月 - 校舎内部改修工事完了（図工室・視聴覚室・理科室ランチルーム・教育相談室・三角倉庫）。
- 1993年（平成5年）12月 - 本館校舎内部大型改修工事完了（管理棟）。
- 1995年（平成7年）9月 - プール落成。
- 1996年（平成8年）
  - 3月 - 体育倉庫・農具倉庫新築
  - 9月 - 本校専用運動場（トラック）完成。
  - 11月 - 集団登校（上通・下通・新市街方面）開始。
- 1997年（平成9年）11月 - 体育用砂場（運動場南）設置
- 1998年（平成10年）11月 - 城東小学校創立120周年記念と城東小PTA創立50周年記念の両式典挙行。
- 1999年（平成11年）4月 - 体育館、児童昇降口スロープ完成。
- 2003年（平成15年）
  - 5月 - インターホン工事。
  - 7月 - 校内LAN工事。
- 2004年（平成16年）4月 - 児童育成クラブ開設。
- 2006年（平成18年）3月 - ホワイトボード取替完了。
- 2008年（平成20年）6月 - 城東小学校創立130周年として、PTAより運動会優勝旗寄贈。
- 2010年（平成22年）7月 - 校舎および体育館耐震補強工事。
- 2011年（平成23年）10月 - 池改修工事。
- 2013年（平成25年）
  - 6月 - 高学年用ブランコ設置。
  - 7月 - 壁画「くまもん（徳・体）」完成。
  - 9月 - 備蓄倉庫設置。
- 2014年（平成26年）
  - 7月 - 音楽室・特別支援学級教室で、冷暖房機設置工事。
  - 8月 - 壁画「くまもん（知）」完成。
  - 10月 - 「力の山」補修完成。感謝の集い開催。
- 2016年（平成28年）
  - 4月 - 熊本地震発生（前震:14日21時26分・本震:16日1時25分）により、本校に避難所開設。
  - 5月10日 - 学校再開。
  - 7月3日 - 避難所閉鎖。
- 2018年（平成30年）12月 - 力の壁撤去。

## 大会
熊本市立碩台小学校と同じく、器楽コンクールでも最優秀のできばえを見せていた。

## 周辺
- 熊本市立藤園中学校 - 敷地が隣接。
- 熊本県道1号熊本玉名線
- 坪井川
- 熊本信愛女学院幼稚園
- 夏目漱石内坪井旧居
- 熊本県伝統工芸館
- 熊本国税局分室
- 熊本県立美術館分館
- 熊本城
  - 熊本大神宮
  - 稲荷神社

## アクセス
- 熊本都市バス（旧:熊本市営バス）「磐根橋」バス停から、徒歩約240m・約4分。
- 熊本電鉄藤崎線藤崎宮前駅から、徒歩約530m・約8分。
- 熊本市電熊本城・市役所前停留場から、徒歩約930m・約14分。